# 原捨思
原 捨思（はら すてし、1891年（明治24年）6月16日 - 1976年（昭和51年）1月31日）は、明治末から昭和期の漁業家、政治家。衆議院議員。

## 経歴
鹿児島県川辺郡西南方村大字泊（坊津村、坊津町を経て現南さつま市坊津町泊）で生まれる。
15歳から漁業に従事。1927年（昭和2年）から兄・耕と共同で南方漁場開拓に従事し、南洋諸島方面で活動した。その後、鹿児島青年師範学校講師、鹿児島県企画室参与、鹿児島県潜水士協会理事長、同水産振興協議会長、同漁港協会長、同鰹鮪漁業協同組合長、同漁業協同組合連合会長、同海難防止会長、漁村文化協会顧問、全国水産業協同組合共済会理事、全国漁港協会副会長、原水産社長などを務めた。
政界では西南方村会議員を務めた。1946年（昭和21年）4月の第22回衆議院議員総選挙で鹿児島県全県区から日本進歩党公認で立候補して初当選。以後、鹿児島県第1区で第24回から第26回総選挙まで連続3回立候補したがいずれも次点で落選。1955年（昭和30年）2月の第27回総選挙では日本民主党公認で出馬して再選され、衆議院議員に通算2期在任した。この間、日本民主党情宣局次長、同政調会労働副部長、自由民主党政調会水産副部長などを務めた。その後、第28回総選挙に立候補したが落選した。